# Из Монтгомери в Мемфис
Из Монтгомери в Мемфис (англ. King: A Filmed Record… Montgomery to Memphis) — фильм Сидни Люмета.

## Сюжет
Фильм о последних днях Мартина Лютера Кинга, отправившегося из Монтгомери в Мемфис.

## В ролях
- Пол Ньюман
- Джоан Вудворд
- Руби Ди
- Джеймс Эрл Джонс

## Награды
- Номинация на премию Оскар (1972) в номинации „Лучший документальный фильм“.